# Altifalante
Um alto-falante (português brasileiro) ou altifalante (português europeu) é um dispositivo transdutor que converte um sinal elétrico em ondas sonoras correspondentes. O tipo de alto-falante mais utilizado na atualidade é o alto-falante dinâmico, inventado em 1925 por Edward W. Kellogg e Chester W. Rice. O alto-falante dinâmico opera no mesmo princípio básico de um microfone dinâmico, mas ao contrário, para produzir som a partir de um sinal elétrico.
São divididos em faixas de frequência de trabalho em tweeter (agudos), mid-range ou squawker (médios), extended range (médios e graves) e woofer (graves). Alto-falantes do tipo full-range (gama cheia) são capazes de reproduzir todas as frequencias de sons audíveis
Há muitas décadas é um produto usado amplamente no mundo nos mais variados setores e a um custo relativamente acessível. Também dá a vantagem de poder ser recondicionado, mesmo por amadores, já que é uma peça um tanto frágil. Pode rasgar o cone ou queimar.

## História
Até os anos 20 do século XX existiam somente os fonógrafos mecânicos. Estes eram dispositivos a corda que consistiam de um cone (corneta acústica) e, na base deste, um diafragma que vibrava quando a agulha passava pelos sulcos dos discos. A amplificação era mecânica, e não tinham potência sonora suficiente para serem ouvidos em grandes ambientes.
Com o advento da válvula termoiônica, houve a necessidade de se criar um dispositivo capaz de transformar os sinais elétricos amplificados pelas válvulas em sinais sonoros; estes dispositivos são os alto-falantes ou altifalantes, que surgiram em meados de 1924, inicialmente para os fonógrafos elétricos, logo em seguida para os receptores de rádio.
Os fonógrafos elétricos já possuíam maior potência, pois a agulha fonocaptora gerava uma vibração equivalente ao som gravado nos sulcos do disco, vibração esta que era convertida em sinais elétricos, amplificados por um transformador de tensão que fazia o diafragma de um alto-falante vibrar, porém com maior volume que o som gerado originalmente pelo fonocaptor mecânico.
Já os fonógrafos eletrônicos possuíam, além de maior potência, maior qualidade sonora, pois como nos fonógrafos mecânico e elétrico, as vibrações dos sulcos do disco iam para a agulha que era ligada a um diafragma, porém este diafragma transformava através de um cone móvel sobre uma bobina dentro de um ímã minúsculo, a vibração mecânica em ondas elétricas, o sinal era transportado até uma válvula eletrônica pré amplificadora, onde ganhava maior potência, para em seguida ir para uma segunda válvula, agora amplificadora. A válvula de potência entregava o sinal elétrico muitas vezes amplificado a um transformador de potência, que induzia a tensão elétrica na bobina central do alto-falante, presa a um cone de papel. A bobina estava inserida num ímã potente, e, dentro de seu campo magnético, quando a tensão gerava uma corrente elétrica, a bobina vibrava na mesma freqüência da agulha fonocaptora, porém com maior intensidade, transferindo esta vibração para o cone de papel, fazendo o ar vibrar e consequentemente gerando o som audível à plena potência.
Surgiu, assim, o alto-falante de bobina móvel, desenvolvido pelos norte-americanos em 1924 por Chester Rice e Edward Kellogg. A simplicidade de sua construção mecânica e a boa qualidade de reprodução sonora possibilitadas pelo novo dispositivo fizeram com que ele permanecesse praticamente inalterado até hoje.
Uma curiosidade é que muitos escrevem "auto-falante", um erro. É uma peça passiva(recebe sinal) e nao automática. Daí ser um alto-falante,que toca ou "fala" alto.

## Funcionamento

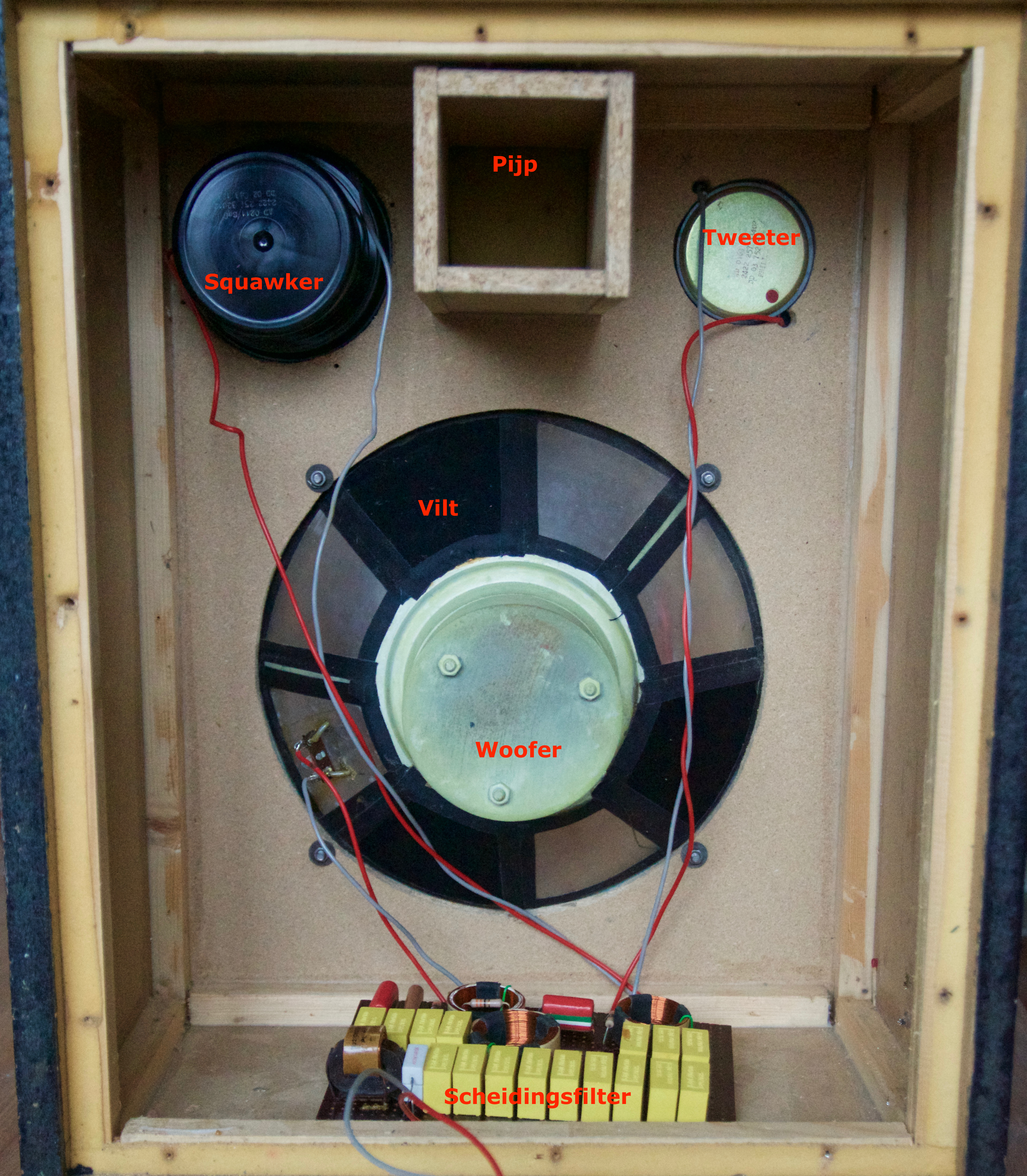
Caixa acústica onde observam-se os alto-falantes e, em amarelo, o divisor de frequências.

No alto-falante ocorre a transformação inversa àquela do microfone: a corrente elétrica é transformada em vibrações mecânicas do ar, reconstituindo o som inicial. Para tanto, é necessário o uso de uma bobina, um diafragma (um cone circular ou elíptico, geralmente de papelão ou polipropileno), um ímã permanente (ou um eletroímã) e uma suspensão chamada centragem. O diafragma fica preso à carcaça de metal por meio de um sistema de suspensão de borracha ou espuma localizado ao redor de sua borda externa. Na parte central do cone fica a bobina, posicionada entre os pólos de um ímã permanente e em suspensão pela centragem(aranha), um disco de tecido ondulado grosso coberto com resina que com a borda do cone faz o trabalho da suspensão,da vibração.
Liga-se o enrolamento da bobina aos fios de saída do amplificador. A corrente elétrica nos condutores (fios), induz um campo magnético na bobina que interage com o campo natural do ímã permanente, criando uma reação de atração ou repulsão - conseqüentemente gerando o movimento do diafragma. Esse deslocamento cria uma perturbação ritmada no ar (onda sonora).
Em termos de qualidade sonora vale destacar que o falante tem seu som mais otimizado quando associado a uma caixa acústica ou espaço fechado que o envolva. Porquê aí se terá a acústica necessária,uma pressão aérea que fará o som mais forte e bonito. Não é errado dizer,tecnicamente, que um falante sem caixa/compartimento esteja incompleto.
Tipos de alto-falantes:
- Alto-falante dinâmico ou de bobina móvel: Aquele em que uma bobina móvel, ligada mecanicamente a um diafragma flexível, se move pela ação de forças magnéticas.
- Alto-falante eletrostático: Alto-falante em que a membrana elástica é acionada por forças eletrostáticas.
- Alto-falante piezoelétrico: Funcionam através do princípio da piezoeletricidade, convertendo sinais elétricos aplicados em materiais cerâmicos em vibrações. Por suas características são mais usados na reprodução de sons agudos.[3]

|  |  |  |